# Basil Dean
Basil Dean est un réalisateur, producteur, scénariste, metteur en scène, dramaturge et acteur britannique, né à Croydon (Grand Londres, Angleterre) le 26 mars 1887, mort à Londres (Angleterre) le 22 avril 1978.

## Biographie
Basil Dean débute comme acteur au théâtre dans les années 1900, avant de s'orienter vers la mise en scène et la production à partir des années 1920, tant en Angleterre qu'à Broadway (New York). Il est également l'auteur de quelques pièces, la plus connue étant sans doute Tessa, la nymphe au cœur fidèle, adaptation d'un roman de Margaret Kennedy, plusieurs fois transposée à l'écran (voir filmographie ci-dessous).
Au cinéma, il réalise quinze films (majoritairement britanniques) entre 1929 et 1940, dont il est souvent également producteur et scénariste. Il exerce en outre ces deux dernières fonctions pour le compte d'autres réalisateurs, entre 1928 et 1952, au cinéma principalement, mais aussi à la télévision naissante (deux téléfilms en 1938).
Il a été marié avec l'actrice Victoria Hopper entre 1934 et 1939.

## Théâtre (pièces)

### en Angleterre
comme metteur en scène
(à Londres, sauf mention contraire)
- 1921-1922 : Will Shakespeare de Clemence Dane, avec Mary Clare, Moyna MacGill, Claude Rains, Flora Robson
- 1922-1923 : Lillies of the Fields de J. Hastings Turner, avec Edna Best
- 1923-1924 : Hassan, d'après James Elroy Flecker, avec une musique de scène de Frederick Delius (+ auteur de l'adaptation)
- 1923-1924 : The Way Things happen de Clemence Dane
- 1924-1925 : Le Songe d'une nuit d'été (A Midsummer Night's Dream) de William Shakespeare, avec Mary Clare
- 1927-1928 : Tessa, la nymphe au cœur fidèle (The Constant Nymph), d'après le roman La Nymphe au cœur fidèle (The Constant Nymph) de Margaret Kennedy (à Bristol) (+ auteur de l'adaptation ; adaptations à l'écran : voir filmographie ci-dessous)
- 1927-1928 : Young Woodley de John Van Druten, avec Frank Lawton, Derrick De Marney, Jack Hawkins
- 1928-1929 : Beau Geste d'après Percival Christopher Wren, avec Madeleine Carroll, Jack Hawkins, Laurence Olivier
- 1928-1929 : Young Woodley de John Van Druten, avec Frank Lawton (reprise à Bristol)
- 1931-1932 : Autumn Crocus de Dodie Smith (sous le pseudonyme de C.L. Anthony), avec Fay Compton (à Bristol) (adaptation au cinéma en 1934 : voir filmographie ci-dessous)
- 1934-1935 : Cornelius de John Boynton Priestley, avec Ralph Richardson (à Birmingham)
- 1936-1937 : Call it a Day de Dodie Smith, avec Fay Compton
- 1946-1947 : An Inspector calls de John Boynton Priestley, avec Alec Guinness
- 1947-1948 : L'École de la médisance (The School for Scandal) de Richard Brinsley Sheridan (à Bath)
- 1947-1948 : No Trees in the Street de Ted Willis (à Bristol)

comme acteur
(à Bristol)
- 1906-1906 : She stoops to conquer d'Oliver Goldsmith
- 1906-1907 : L'École de la médisance (The School for Scandal) de Richard Brinsley Sheridan

### à Broadway
comme metteur en scène, sauf mention contraire
- 1920-1921 : The Skin Game de John Galsworthy, avec Ernest Cossart (adaptée au cinéma en 1931)
- 1921 : The Blue Lagon de Norman MacOwen et Charlton Mann (+ producteur associé)
- 1921-1922 : A Bill of Divorcement (en) de Clemence Dane (d'après son roman Legend), avec Katharine Cornell, Charles Waldron (adaptée au cinéma en 1932)
- 1922-1923 : Loyalties de John Galsworthy (adaptation au cinéma en 1933 : voir filmographie ci-dessous)
- 1924 : Hassan, d'après James Elroy Flecker, sur une musique de scène de Frederick Delius, avec Mary Nash, Violet Kemble-Cooper, Dennis Hoey (+ auteur de l'adaptation)
- 1924-1925 : Peter Pan de J. M. Barrie, avec Leslie Banks
- 1925 : The Little Minister de J. M. Barrie, avec Ruth Chatterton, Ralph Forbes, J.M. Kerrigan (adaptée au cinéma en 1934)
- 1925 : L'École de la médisance (The School for Scandal) de Richard Brinsley Sheridan, avec Ian Hunter (comme producteur uniquement)
- 1925-1926 : The Vortex de (et mise en scène conjointement par) Noel Coward, avec Leo G. Carroll, Noel Coward (+ producteur associé)
- 1925-1926 : Young Woodley de John Van Druten
- 1925-1926 : Easy Virtue de Noel Coward (+ producteur associé) (adaptée au cinéma en 1928 puis en 2008)
- 1926 : This Was a Man de Noel Coward, avec Nigel Bruce (+ producteur)
- 1926-1927 : Tessa, la nymphe au cœur fidèle (The Constant Nymph), d'après le roman La Nymphe au cœur fidèle (The Constant Nymph) de Margaret Kennedy, avec Leo G. Carroll (+ auteur de l'adaptation ; + coproducteur)
- 1932-1933 : Autumn Crocus de Dodie Smith (sous le pseudonyme de C.L. Anthony), avec Lowell Gilmore (+ producteur associé)

## Filmographie

### Réalisateur
(+ autres fonctions, le cas échéant)
- 1929 : Le Retour de Sherlock Holmes (The Return of Sherlock Holmes), avec Clive Brook, Donald Crisp (+ scénariste et producteur)
- 1930 : Escape, avec Gerald du Maurier, Edna Best, Madeleine Carroll (+ scénariste et producteur)
- 1930 : Birds of Prey, avec C. Aubrey Smith, Nigel Bruce, Jack Hawkins (+ scénariste et producteur)
- 1932 : Nine Till Six, avec Elizabeth Allan (+ producteur)
- 1932 : Looking on the Bright Side, coréalisé par Graham Cutts, avec Gracie Fields (+ scénariste et producteur)
- 1932 : The Impassive Footman, avec Betty Stockfeld (+ producteur)
- 1933 : Loyalties, coréalisé par Thorold Dickinson, avec Basil Rathbone, Heather Thatcher, Alan Napier (+ producteur)
- 1933 : Tessa, la nymphe au cœur fidèle (The Constant Nymph), avec Brian Aherne, Mary Clare (+ auteur de la pièce éponyme, adaptée au cinéma pour la 2e fois)
- 1934 : Autumn Crocus, avec Ivor Novello, Fay Compton, Jack Hawkins (+ scénariste et producteur)
- 1934 : Sing As We Go, avec Gracie Fields, John Loder, Stanley Holloway (+ producteur)
- 1934 : Les Maudits du château-fort (Lorna Doone), avec Victoria Hopper, John Loder, Margaret Lockwood (+ producteur)
- 1935 : Look Up and Laugh, avec Gracie Fields, Vivien Leigh (+ producteur)
- 1936 : Whom the Gods Love : The Original Story of Mozart and his Wife, avec John Loder (+ producteur)
- 1937 : The Show Goes On, avec Gracie Fields (+ scénariste et producteur)
- 1940 : Vingt-et-un jours ensemble (21 Days), avec Vivien Leigh, Leslie Banks, Laurence Olivier, Francis L. Sullivan (+ producteur associé)

### Scénariste uniquement
(sauf mention contraire ; + producteur, le cas échéant)
- 1928 : The Constant Nymph d'Adrian Brunel (comme auteur de la pièce éponyme, adaptée au cinéma pour la 1re fois ; + producteur)
- 1931 : A Honeymoon Adventure de Maurice Elvey (+ producteur)
- 1932 : The Water Gipsies de Maurice Elvey (+ producteur)
- 1936 : Sensation de Brian Desmond Hurst (comme auteur de la pièce Murder Gang, adaptée)
- 1938 : Penny Paradise de Carol Reed (comme auteur de l'histoire, adaptée ; + producteur)
- 1938 : Tessa, la nymphe au cœur fidèle (The Constant Nymph), téléfilm, réalisateur non-connu (comme auteur de la pièce éponyme, adaptée à la télévision pour la 1re fois)
- 1943 : Tessa, la nymphe au cœur fidèle (The Constant Nymph), d'Edmund Goulding (comme auteur de la pièce éponyme, adaptée au cinéma pour la 3e fois)

### Producteur uniquement
- 1931 : Sally in Our Alley de Maurice Elvey
- 1932 : Filou et compagnie (Love on the Spot) de Graham Cutts
- 1932 : The Sign of Four : Sherlock Holmes' Greatest Case de Graham Cutts
- 1933 : Skipper of the Osprey de Norman Walker (court métrage)
- 1933 : Three Men in a Boat de Graham Cutts
- 1934 : Love, Life and Laughter de Maurice Elvey
- 1934 : Java Head de Thorold Dickinson et J. Walter Ruben
- 1935 : No Limit de Monty Banks
- 1935 : Midshipman Easy de Carol Reed
- 1936 : Keep your Seats, Please de Monty Banks
- 1936 : The Lonely Road de James Flood
- 1936 : Laburnum Grove de Carol Reed
- 1936 : Queen of Hearts de Monty Banks
- 1937 : Keep Fit d'Anthony Kimmins
- 1937 : Feather your Nest de William Beaudine
- 1937 : I see Ice d'Anthony Kimmins
- 1938 : When we are married, téléfilm de Philip Dorté
- 1938 : It's in the Air (en) d'Anthony Kimmins
- 1952 : I Believe in You de Basil Dearden et Michael Relph
- 1952 : Un si noble tueur de Basil Dearden